# .bzh
.bzh (abreviatura de Bretón Breizh, “ Bretaña ") es un dominio genérico de primer nivel destinado a instituciones, empresas, asociaciones y personas que deseen poner de relieve su apego a Bretaña . Le permite utilizar el dominio .bzh para su sitio web o dirección de correo electrónico. El dominio está en el mercado desde diciembre de 2014 .
Esta creación forma parte de un programa de nuevas extensiones de dominio lanzado en 2012 por la ICANN . Otras cuatro extensiones geográficas francesas también están abiertas al registro como parte de este programa global:.paris para la ciudad de París, .alsace para Alsacia, .corsica para Córcega y .eus para el País Vasco .
En 2023, el dominio .bzh tiene más de 12.000 dominios registrados.

## Artículos relacionados
- Dominio de internet
- Dominio de nivel superior genérico
- .fr
- .eus